# Gafanha da Encarnação
Pour les articles homonymes, voir Gafanha.
Gafanha da Encarnação est une paroisse civile portugaise (en portugais : freguesia) de la municipalité d'Ílhavo dans le district d'Aveiro.

## Géographie
Gafanha da Encarnação est située dans la région d'Aveiro, sur la côte Atlantique du Portugal.
Le quartier balnéaire de Costa Nova et sa plage sont séparés du village de Gafanha da Encarnação par la lagune de la Ria d'Aveiro.

## Démographie
Lors du recensement de 2021, Gafanha da Encarnação compte 5 318 habitants.